# Dublin United
Der Dublin United Football Club war ein irischer Fußballverein aus Dublin.

## Geschichte
Über die Gründung und Auflösung des Vereins ist nichts bekannt. Anfang der 1920er Jahre spielte der Verein in der Leinster Senior League und gewann 1921 den Leinster Senior Cup durch einen 1:0-Finalsieg über den St. James’s Gate FC. Dublin United gehörte daraufhin zu den Gründungsmitgliedern der erstklassigen League of Ireland. Dort wurde die Mannschaft in der Saison 1921/22 Vorletzter und ein Jahr später Drittletzter. Am Saisonende wurde der Club nicht wieder in die Liga gewählt.
Der Verein nahm zweimal am irischen Pokalwettbewerb teil und erreichte beide Male das Viertelfinale. In der Saison 1921/22 traf die Mannschaft in der ersten Runde auf den Lokalrivalen Frankfort FC und gewann mit 8:1. Das Aus kam dann im Viertelfinale nach einer 1:5-Niederlage bei den Shamrock Rovers. Ein Jahr später setzte sich Dublin United erst im zweiten Wiederholungsspiel gegen Sligo Celtic durch und schied dann nach einer 2:3-Niederlage gegen den Fordsons FC aus.

## Erfolge
- Sieger der Leinster Senior Cup: 1921